# 2-Phenylpropylbutyrat
2-Phenylpropylbutyrat ist eine organische Verbindung aus der Gruppe der Carbonsäureester. Sie leitet sich von 2-Phenyl-1-propanol und Buttersäure ab.

## Herstellung
2-Phenylpropylbutyrat kann durch Veresterung von 2-Phenyl-1-propanol mit Buttersäure mittels Dicyclohexylcarbodiimid und Dimethylaminopyridin in Dichlormethan hergestellt werden.

## Verwendung
2-Phenylpropylbutyrat ist in der EU unter der FL-Nummer 09.057 als Aromastoff für Lebensmittel zugelassen.